# Herb Żytkowicz
Herb Żytkowicz – jeden z symboli Żytkowicz nadany miastu 3 kwietnia 2000 przez Żytkowicki Rejonowy Komitet Wykonawczy.
Jest również herbem rejonu żytkowickiego.

## Opis herbu
Na tarczy hiszpańskiej, w czerwonym polu, falisty pas w kolorze srebrnym. Nad nim skierowana w górę rozwidlona strzała w kolorze srebrnym, przecięta krzyżem.

## Znaczenie
Srebrny pas symbolizuje rzekę Hlinicę (Żytkaukę), przepływającą przez Żytkowicze. Srebrna rozwidlona strzała przecięta krzyżem nawiązuje do herbu Siestrzeńcewicz (Siestrzeniec), którym pieczętowali się pierwsi znani właściciele Żytkowicz Kuczukowie, będący w posiadaniu tutejszych dóbr na przełomie XV i XVI w. Z herbu Siestrzeńcewicz pochodzą również użyte w herbie miejskim barwy czerwona i srebrna.

## Historia
Wybór herbu odbył się na drodze konkursu. Wybrany został projekt białoruskiego heraldyka Andreja Szpunta, który Żytkowicki Rejonowy Komitet Wykonawczy przyjął 3 kwietnia 2000. 20 lipca 2000 herb został zarejestrowany w Rejestrze Herbowym Republiki Białorusi.

Herb Siestrzeńcewicz (Siestrzeniec)